# In My Wildest Dreams
| Оценки критиков      | Оценки критиков |
| Источник             | Оценка          |
| -------------------- | --------------- |
| Allmusic             | [ 1 ]           |
| Entertainment Weekly | B+              |

In My Wildest Dreams (с англ. — «В моих самых сумасшедших мечтах») — дебютный альбом американского исполнителя кантри Кенни Чесни, выпущенный в 1994 году на лейбле Capricorn Records. Одноимённый трек был записан ранее Аароном Типпином в 1991 году в его дебютном альбоме You've Got to Stand For Something, а «I Want My Rib Back» («Отдай ребро обратно») был также ранее записан Китом Уитли в его альбоме Kentucky Bluebird.
Альбом содержит два сингла, которые попали в чарт Billboard: «Whatever it takes» («Чего бы это не стоило») — на 59 место и «The Tin Man» («Железный дровосек») — на 70-е. Последняя, 10 песня будет включена также в последующий альбом All I Need to Know. Следует заметить, что Чесни также перезаписал «Железного дровосека» в 2000 году для его Greatest Hits, а также выпустил в том же году переаранжированный сингл.

## Список композиций
| №                   | Название                       | Автор(ы)                                | Длительность |
| ------------------- | ------------------------------ | --------------------------------------- | ------------ |
| 1.                  | «Whatever It Takes»            | Кенни Чесни, Бадди Брок, Ким Уильямс    | 2:59         |
| 2.                  | «Somebody’s Callin’»           | Чесни, Донни Кис                        | 2:36         |
| 3.                  | «The Tin Man»                  | Чесни, Стейси Слейт, Дэвид Лоу          | 3:28         |
| 4.                  | «High and Dry»                 | Майкл Хоффман, Майк Гейгер, Вуди Маллис | 2:57         |
| 5.                  | «I Finally Found Somebody»     | Чесни, Кис                              | 2:40         |
| 6.                  | «When She Calls Me Baby»       | Чесни, Рик Уильямсон                    | 3:34         |
| 7.                  | «In My Wildest Dreams»         | Кис, Аарон Типпин                       | 2:37         |
| 8.                  | «I Want My Rib Back»           | Фред Коллер, Кит Уитли                  | 2:54         |
| 9.                  | «Angel Loved the Devil»        | Нил Трэшер, Уильямс                     | 3:30         |
| 10.                 | «I’d Love to Change Your Name» | Чесни, Кис, Джим Уэзерли                | 2:48         |
| Общая длительность: | Общая длительность:            | Общая длительность:                     | 30:07        |

## Чарты

### Альбом
| Чарт (1994)                    | Высшая позиция |
| ------------------------------ | -------------- |
| U.S. Billboard Top Heatseekers | 37             |

### Синглы
| Год                                      | Сингл                | Высшая позиция |
| Год                                      | Сингл                | US Country     |
| ---------------------------------------- | -------------------- | -------------- |
| 1993                                     | «Whatever It Takes»  | 59             |
| 1994                                     | «The Tin Man»        | 70             |
| 1994                                     | «Somebody’s Callin’» | —              |
| "—" прочерк означает отсутствие в чарте. |                      |                |